# Francesco Barberini (1662–1738)
Francesco Barberini (ur. 12 listopada 1662 w Rzymie, zm. 17 sierpnia 1738 tamże) – włoski kardynał. Nie powinien być mylony z kardynałem-nepotem Urbana VIII Francesco Barberini (1597–1679).

## Życiorys
Przeznaczony do stanu duchownego w młodym wieku. W 1690 został kreowany kardynałem diakonem przez papieża Aleksandra VIII, uzyskując dyspensę z powodu nieposiadania żadnych święceń. Jego nominacja była rezultatem aliansu matrymonialnego między rodem Barberini a papieskim rodem Ottoboni.
Za pontyfikatu Innocntego XII sprawował funkcję legata apostolskiego w Romanii przez trzyletnią kadencję (1694–97). Opat komendatoryjny Farfa i Subiaco od 1704, po śmierci swego wuja i poprzednika Carlo Barberiniego. W 1715 przyjął święcenia kapłańskie i przeszedł do rangi kardynała prezbitera, a w 1721 uzyskał promocję do diecezji podmiejskiej Palestrina i przyjął sakrę biskupią od sekretarza stanu Fabrizio Paolucciego. W 1726 został biskupem Ostia e Velletri, jednak dopiero po śmierci kardynała Francesco Pignatelli w grudniu 1734 objął zwyczajowo połączoną z tą diecezją funkcję dziekana Kolegium Kardynałów.
Jako kardynał był członkiem kilkunastu kongregacji kurialnych:
- Fabryki Świętego Piotra (od 1690),
- Kongregacji ds. Stanu Zakonnego (od 1690 do jej rozwiązania w 1698),
- Kongregacji ds. Wód, Bagien Pontyjskich i Doliny Chiana (od 1690, w tym od 1701 jako prefekt),
- Kongregacji ds. Soboru Trydenckiego (od 1690),
- Kongregacji ds. Kościelnych Immunitetów (od 1690),
- Kongregacji Rozkrzewiania Wiary (od 1690),
- Kongregacji ds. Obrzędów (od 1690),
- Kongregacji ds. Wizytacji Apostolskich (od 1690),
- Świętej Konsulty (od 1699),
- Trybunału Apostolskiej Sygnatury Łaski (od 1701),
- Kongregacji ds. Dróg (od 1701),
- Kongregacji ds. Ceremoniału (od 1701),
- Kongregacji ds. Wspomagania Rolnictwa (w latach 1701–1715),
- Kongregacji ds. Korekty Ksiąg Rytów Orientalnych (od 1719,  jako prefekt),
- Kongregacji ds. Biskupów i Zakonników (od 1723, w tym od 1726 jako prefekt),
- Kongregacji Świętego Oficjum Inkwizycji (od 1726).

Zmarł w Rzymie, będąc ostatnim męskim przedstawicielem rodu Barberini. W 1728 doprowadził do małżeństwa swej jedynej bratanicy Cornelii Costanzy (1716–1797) z księciem Giulio Cesare Colonna di Sciarra (1702–1787).